# Пакляр, Александр Викентьевич
Александр Викентьевич Пакляр (23 августа [4 сентября] 1873, Верроский уезд, Лифляндская губерния — 2 января 1938, Ленинград) — священнослужитель Русской православной церкви, протоиерей, репрессированный в годы «Большого террора».
Родился 23 августа 1873 года в селе Каролен (Королино) Верроского уезда Лифляндской губернии в семье учителя-эстонца.
В 1888 году окончил Рижское духовное училище по I разряду, в 1894 году — Рижскую духовную семинарию по I разряду. По данным «Ленинградского Мартиролога» Т. 7, окончил 3 курса университета.
С 6 октября 1894 года — псаломщик Суйсленской церкви.
2 февраля 1897 года рукоположен во священника к Лаймъяльской церкви.
С 6 марта 1898 года — священник Лайксарской церкви, с 14 марта 1900 года — в Подисской Троицкой церкви Рижской епархии.
С 7 декабря 1904 года — второй священник в эстонской церкви сщмч. Исидора Юрьевского в Санкт-Петербурге.
С 1 июня 1917 года — член епархиального миссионерского совета.
В 1917 году поступил в Петроградскую духовную академию.
С 3 января 1918 года — настоятель эстонской Исидоровской церкви.
С 1921 года преподавал Священное Писание Нового Завета на Богословских курсах при русско-эстонской церкви II благочиннического округа.
Подвергался арестам 4 августа 1923 и в январе 1926 года (условно).
С июля 1935 по 14 ноября 1936 года был настоятелем Николо-Богоявленского собора в Ленинграде.
С ноября 1936 по 1937 год служил в Успенской русско-эстонской церкви в Гатчине, по данным «Ленинградского мартиролога», был священником церкви Иоанна Предтечи в г. Красногвардейске (Гатчина).
11 декабря 1937 года был арестован.
Расстрелян 2 января 1938 года в Ленинграде.